# Adam Zalewski (muzyk)
Adam Zalewski pseud. Kucharz (ur. 25 maja 1963, zm. 31 maja 1997) – polski kompozytor, autor tekstów, perkusista i gitarzysta związany ze sceną punkrockową. 
Był współzałożycielem dwóch legendarnych wrocławskich zespołów punkowych – Zwłok i Sedesu. W pierwszym z zespołów grał na perkusji. Muzykiem Sedesu był w latach 1980–1984 i pełnił w nim funkcję gitarzysty występując z zespołem między innymi na Festiwalu w Jarocinie w 1982 i 1983. Był autorem jednego z najważniejszych hymnów punkowych tego okresu „Wszyscy pokutujemy” z repertuaru zespołu Sedes. 